# 南国バイパス
- 日本の道路 > 一般国道 > 国道32号 > 南国バイパス
- 日本の道路 > 一般国道 > 国道55号 > 南国バイパス
- 日本の道路 > 一般国道 > 国道493号 > 南国バイパス

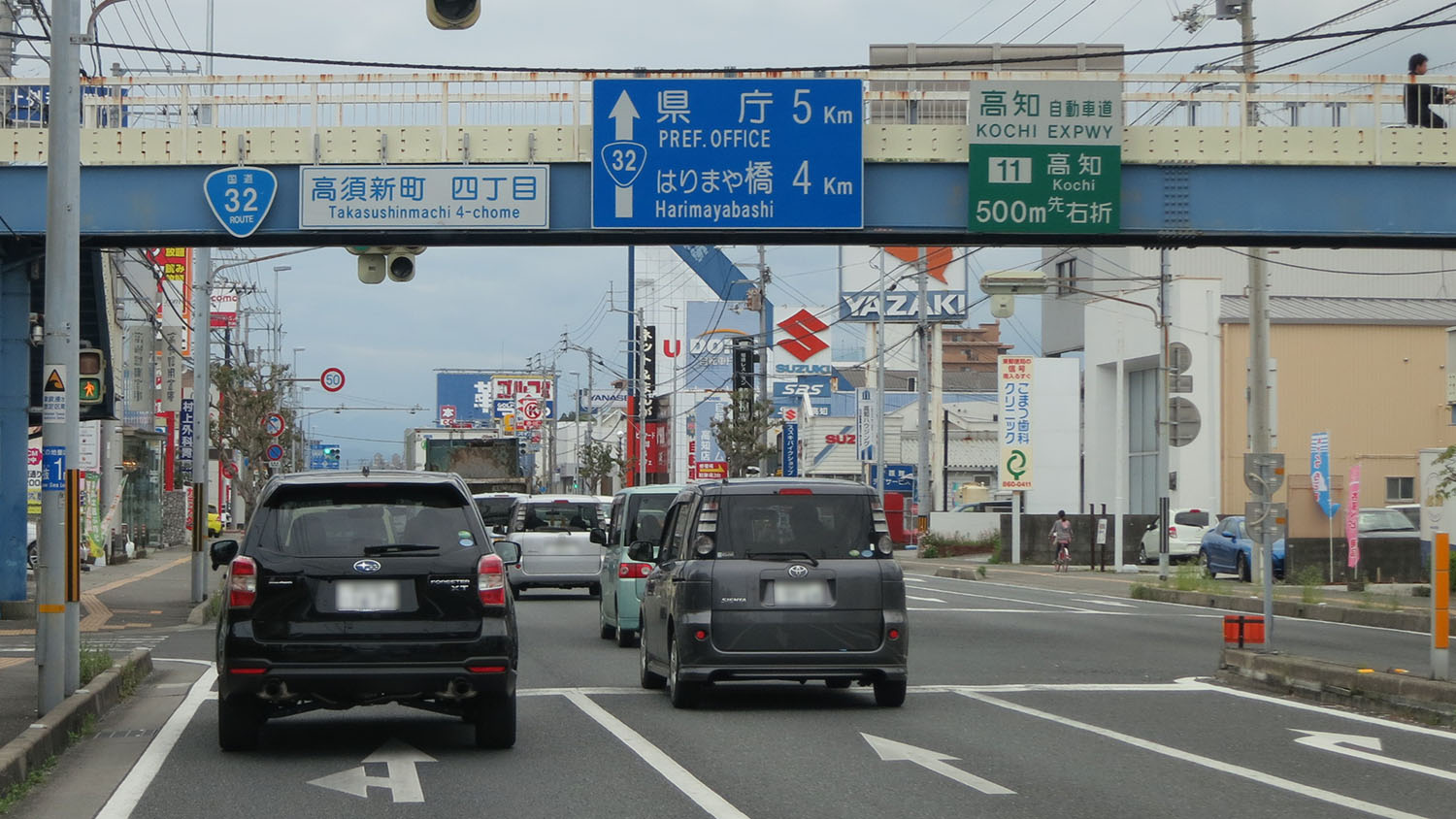
南国バイパス　(国道55号重複区間)
高知県高知市高須一丁目

南国バイパス（なんこくバイパス：正式名称は南国道路）は、国道32号・国道55号のうち、高知県香南市野市町東野から高知市小倉町までの区間の道路名である。

## 概要
1970年から暫定的に供用が開始され、幾度かの延伸・拡幅を経て、1989年3月の香美郡野市町内完全4車線化により全線の完成。を見た。
最後に開通した旧野市町内の区間を、特に野市バイパスと呼ぶことがある。一方、新物部川橋西詰から高知市街にかけての区間は高知龍馬空港の最重要アクセスルートに当たる。
かつては全線55号のバイパス道路だったが、1973年までに55号の本線に編入された。その後32号のバイパスだった高知東道路が1997年に32号の本線となったのに伴い、
高知市介良から同市小倉町までの間が32号に編入された。なお、バイパス全通まで55号の本線とされていた旧道区間は現在、香南市野市町東野から同市野市町西野までが
県道22号龍河洞公園線の一部、その西方の南国市後免町までが県道364号南国野市線、
南国市後免町の区間が県道45号南国インター線の一部、さらに西方の高知市小倉町までが国道195号の一部となっている。
高知平野東部の田園地帯を直線上に貫く速達ルートとして開通したこの道路も、沿道の商業地化が進んだ現在では信号機を備えた交差点の数が非常に多くなっており、
特に南国市大埇交差点の前後や高知市の高須と葛島（かづらしま）では朝・夕の渋滞が著しい。
- 1967年（昭和42年）工事着手[2]。
- 1970年（昭和45年）4月 南国市後免町から高知市高須間供用[2]
- 1970年（昭和45年）4月 南国市物部から香美郡野市町[注釈 1]西野間4車線供用[3]
- 1973年（昭和48年）4月 全線供用[4]
- 1989年（平成元年）3月　全線4車線化完成[1]

## 通過する自治体
- 香南市 - 南国市 - 高知市

## 交差する道路
| 交差する道路           | 交差する場所 | 交差する場所 | 路線番号 | 徳島から (km) |
| ---------------------- | ------------ | ------------ | -------- | ------------- |
| 国道55号 室戸方面      |              |              |          |               |
| 県道22号龍河洞公園線   | 香南市       | 野市町東野   | 国道55号 |               |
| 県道13号高知空港線     | 南国市       |              | 国道55号 |               |
| 県道45号南国インター線 | 南国市       | 南国市大埇   | 国道55号 |               |
| 国道32号（高知東道路） | 高知市       |              | 国道55号 | 201.6         |
| 国道32号（高知東道路） | 高知市       | 国道32号     |          | 201.6         |
| 国道195号              | 高知市       |              | 207.0    |               |
| 国道32号               |              |              |          |               |

## 車線数
- 4車線

## 最高速度
- 香南市野市町東野 - 高知市高須三丁目：60km/h（法定速度）

・通常、最高速度60km/hの道路では速度標識が掲げられない。しかしこの道路では60と書いた標識が多数存在する。
- 高知市高須三丁目 - 同市小倉町：50km/h

## 主な橋梁
- 新物部川橋：物部川
- 新葛島橋：国分川

## 交通量
2005年度（平成17年度道路交通センサスより）
平日24時間交通量（台）
- 南国市明見：44,366

## その他
国道195号の南国市街区間（後免駅周辺）の北側に新しくできる予定の道路にも、南国バイパスという仮称が与えられている。